# Feldmareșala
Feldmareșala (titlul original: în italiană La feldmarescialla, titlu suplimentar: „Rita fugge... lui corre... egli scappa”) este un film de comedie italo-francez, realizat în 1967 de regizorul Steno, protagoniști fiind actorii Rita Pavone, Mario Girotti, Jess Hahn și Francis Blanche. 

## Conținut
În iulie 1944, nordul Italiei era ocupat de germani. Un aviator american al cărui avion a fost doborât, este ascuns în Florența de drăguța și capricioasa Rita, ajutată de inventatorul distrat Fineschi, de care Rita este îndrăgostită. Cei trei, deghizați în ofițeri germani, traversează Toscana pentru a ajunge la trupele aliate care debarcaseră, dar sunt urmăriți de căpitanul Vogel. Acesta, în realitate este un iubitor de muzică și pacifist și toți patru vor ajunge să se alăture trupelor americane. Douăzeci de ani mai târziu, cei patru prieteni s-au îmbogățit datorită invenției lui Fineschi de a face artificial ploaie, iar inventatorul s-a căsătorit cu Rita.

## Distribuție
- Rita Pavone – Rita
- Mario Girotti – profesorul Giuliano Fineschi
- Jess Hahn – maiorul Peter Hawkins, pilot
- Francis Blanche – căpitanul Hans Vogel
- Michel Modo – ordonanța lui Vogel
- Teddy Reno – părintele Sevatino
- Giampiero Littera – Michele, chelnerul
- Aroldo Tieri – maiorul Kurt von Braun
- Mimmo Poli – soldatul neamț
- Giovanni Cianfriglia – soldatul neamț
- Omero Capanna – soldatul pe motocicletă (nemenționat)

## Melodii din film
Toate melodiile sunt interpretate de Rita Pavone
- Rosamunda

compusă de Nicola Salerno (ca Nisa) și Jaromir Vejvoda (ca Vojavoda)
- Camminando sotto la pioggia

compusă de Pasquale Frustaci (ca Frustacci), Erminio Macario (ca Macario) și Rizzo
- Non dimenticar le mie parole

compusă de Giovanni D'Anzi (ca D'Anzi) și Renee Bracchi (ca Braccini)
- Pippo non lo sa

compusă de Gorni Kramer, Nino Rastelli și Mario Panzeri (ca Panzeri)
- Un, due tre (se marci insieme a me)

compusă de Berto Pisano, Franco Castellano, Giuseppe Moccia (ca Pipolo)